# Jakob Jakobsen
Dr. Jakob (Jákup) Jakobsen, né le 22 février 1864 à Tórshavn, (îles Féroé) et mort le 15 août 1918 à Copenhague, est un linguiste et philologue féroïen, spécialiste de la littérature. C'est le premier Féroïen diplômé d'un doctorat, qu'il obtient grâce à une thèse sur la langue norne, parlées dans les îles Shetland.

## Biographie
Il est le fils d'Hans Nicolai Jacobsen et Johanne Marie Hansdatter, qui sont originaires de Sandoy. Jakob est le dernier des trois enfants de la famille, et a deux grandes sœurs. Son père est relieur et possède une librairie nommée H. N. Jacobsens Bókahandil (en) à Tórshavn, la principale ville des îles Féroé. La librairie d'origine se trouve dans la vieille ville, mais H. N. Jacobsen la transfère dans les quartiers résidentiels en 1918. Elle s'y trouve toujours, et est facilement repérable grâce à son toit féroïen traditionnel. C'est l'une des plus anciennes librairies actives des îles Féroé.
Jakob Jakobsen fréquente le collège de Tórshavn, où il révèle un talent naturel pour l'apprentissage des langues. À 13 ans, il part étudier au Danemark et effectue ses études supérieures à l'École d'Herlufsholm (en) en 1883. En 1891, il obtient un diplôme avec le danois en matière principale, ainsi qu'en français et en latin en matières secondaires. En 1897, il obtient son doctorat grâce à une thèse intitulée « Det norrøne sprog på Shetland » (« La langue norne aux Shetland »).
Après sa mort, ses ouvrages sur la langue des Shetland sont traduits en anglais par sa sœur, comme il l'avait demandé.

## Étude du féroïen
Les travaux de Jakobsen dans le domaine de la poésie orale et du folklore féroïens jouent un rôle important dans l'émergence de la littérature féroïenne moderne. C'est notamment le cas pour son recueil de légendes et de contes folkloriques féroïens intitulé Færøske Folkesagn og Æventyr. Jakobsen considère les contes folkloriques comme de la littérature de fiction, tandis qu'il estime que les légendes reflètent l'histoire des îles. Il collecte et rédige les poésies orales, étudie les toponymes féroïens et crée de nombreux néologismes. Il est également le premier à relever des toponymes d'origine celtique aux îles Féroé. Jakobsen rédige également la section de grammaire et les extraits de textes dans le livre Færøsk Anthologi, publié en 1891 par V. U. Hammershaimb.
En 1898, J. Jakobsen propose une nouvelle orthographe de la langue féroïenne basée sur la phonétique, qui est alors une science nouvelle. Le principe de cette nouvelle orthographe est qu'il doit y avoir une seule correspondance entre un phonème et une lettre, et que la langue doit être facile à apprendre par les enfants. Cependant, à cause d'une controverse politique, la réforme est rejetée.

## Étude des Shetland
Le Dr. Jakob Jakobsen est une figure importante de la culture des îles Shetland. Dans la préface de la deuxième édition de son Dictionary of the Norn Language in Shetland (« Dictionnaire de la langue norne des Shetland »), John J. Graham écrit que ce livre est un ouvrage unique sur les origines et l'usage de la langue des Shetlands. Basé sur les observations de terrain menées par Jakobsen aux Shetland de 1893 à 1895, il paraît d'abord en danois en quatre volumes entre 1908 et 1921, avant d'être traduit en anglais en deux volumes, publiés en 1928 et en 1932.
En 1985, la Shetland Folk Society (en), dont Graham est le président à cette époque, parvient à trouver les fonds nécessaires pour permettre la republication de l'édition en anglais sous forme d'un fac-similé.
Lorsque Jakobsen quitte les îles Féroé pour aller s'installer à Leith, près d'Édimbourg, ses connaissances de la langue des Shetland proviennent uniquement du glossaire de Thomas Edmondston et du livre Shetland Fireside Tales, écrit en dialecte par Georg Stewart. À Édimbourg, il rencontre Gilbert Goudie et lit « un bon manuscrit écrit par Thomas Barclay et pouvant servir de supplément à l'ouvrage d'Edmonston ». Au cours de ses observations de terrain dans les îles, il interviewe de nombreux locuteurs et spécialistes de la langue norne, dont Haldane Burgess, James Stout Angus, John Irvine, Robert Jamieson (1827-1899), James Inkster, John Nicolson, et Laurence Williamson.
Les correspondances entre Jakobsen et Goudie sont éditées par E. S. Reid Tait et publiés en 1953. En 1981, Røy Grønneberg publie une étude intitulée Jakobsen and Shetland (« Jakobsen et les Shetland »).